# 에스타우스궁

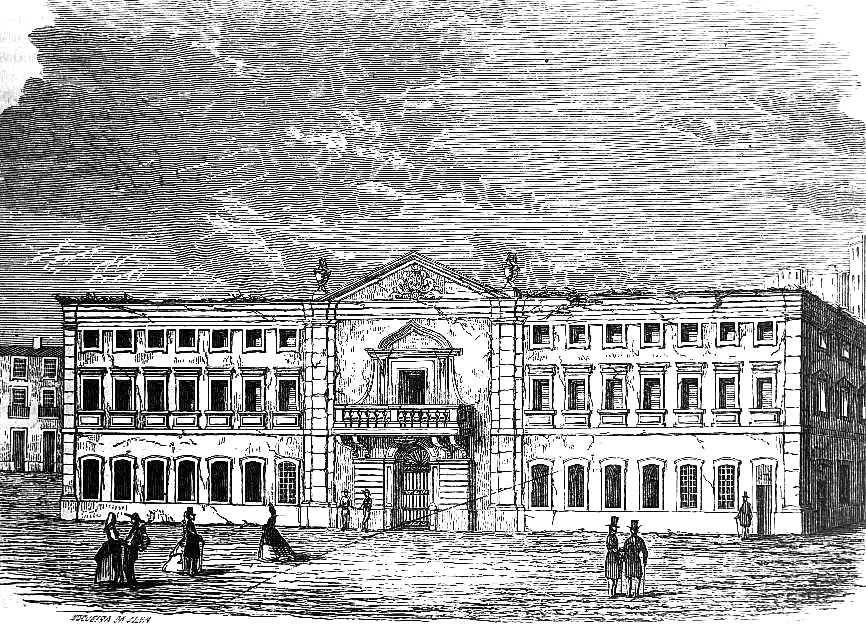
불타기 전의 모습.

에스타우스궁(포르투갈어: Palácio dos Estaus)는 리스본에 위치했던 종교재판의 본부였던 곳이다. 원래 궁전은 1450년에 리스본에 놀러온 사람들에게 숙박 시설을 하기 위한 곳이였다. 1836년 불에 타 없어져 버렸다.